# Upton (Kentucky)
Upton è un comune degli Stati Uniti d'America, situato nello Stato del Kentucky, diviso tra la contea di Hardin e la contea di LaRue.